# بيتر هاغرتي
بيتر هاغرتي (بالإنجليزية: Peter Haggerty)‏ هو لاعب كرة قدم ومدرب كرة قدم بريطاني، ولد في 3 سبتمبر 1937. لعب مع نادي دمبرتون.